# Angelo Biancini

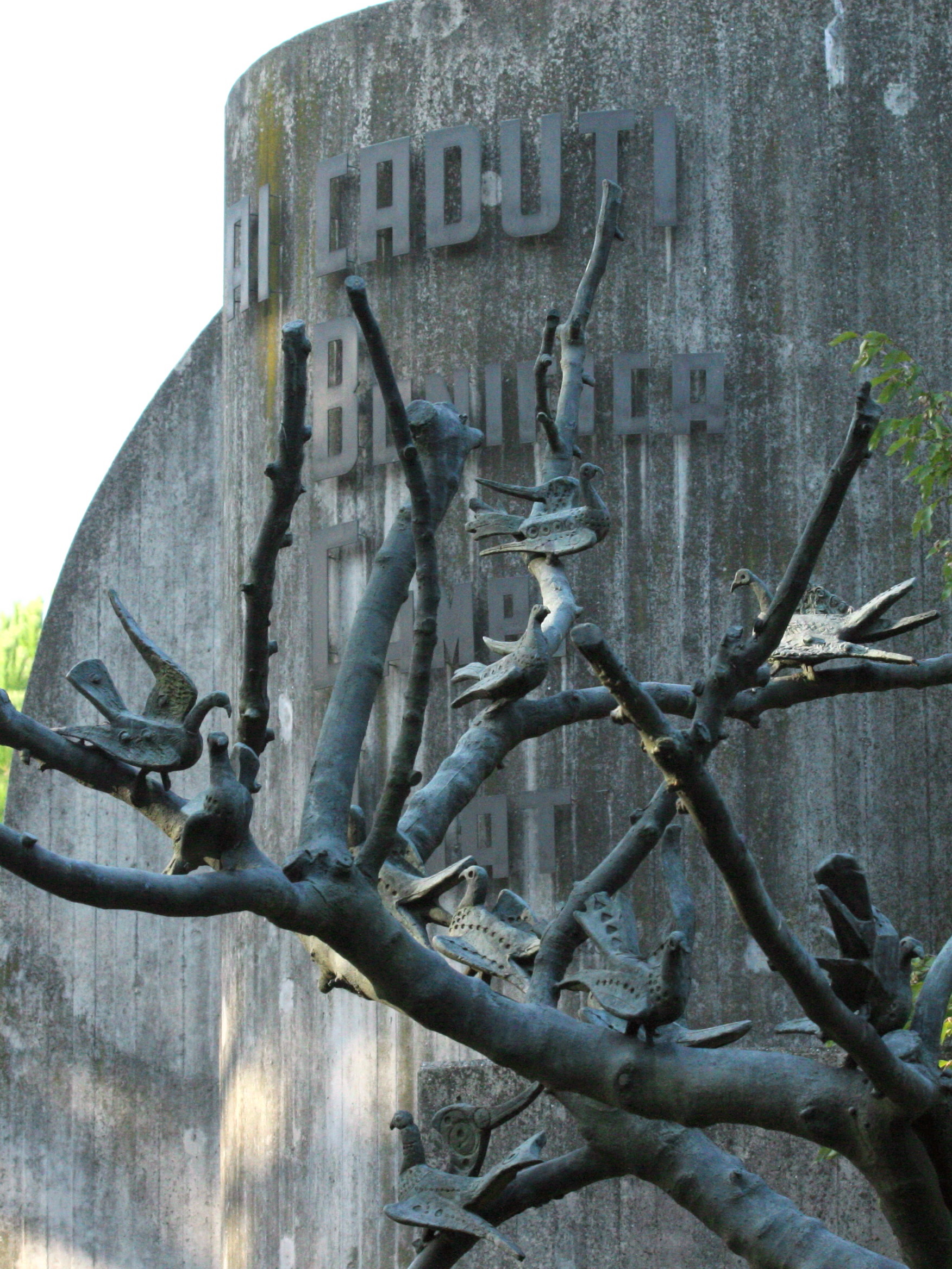
L'albero della vita, scultura di Angelo Biancini, part.

Angelo Biancini (Castel Bolognese, 24 aprile 1911 – Castel Bolognese, 3 gennaio 1988) è stato uno scultore e ceramista italiano.

## Biografia
Nel 1929 Angelo Biancini s'iscrisse all'Istituto d'Arte di Firenze ed ebbe come maestro Libero Andreotti che raccomandava sempre ai suoi allievi di confrontarsi sempre con la natura e di non perdersi in inutili virtuosismi formali.
Biancini trovò uno studio in un ex convento e lì si dedicò prima alla maiolica, quindi alla modellatura in creta e alla scultura. Nel 1934, con la Lupa vinse la sezione scultura ai Littoriali dell'arte che si tennero a Roma ed eseguì un ritratto di donna - ora alla Pinacoteca comunale di Faenza - identificabile nella stessa persona ritratta l'anno dopo, nel bronzo Donna romagnola. La giovane era sua moglie Dina, i cui tratti idealizzati si ritrovano anche nella Preghiera e nella Fede del 1937, e nella Vittoria Alata del monumento ai Caduti di Lavezzola, del 1936.
Nel 1934 Angelo Biancini ottenne la licenza di maestro d'arte, nella sezione Scultura decorativa, presso l'Accademia di belle arti di Firenze ed espose alla Biennale d'Arte di Venezia il bronzo a cera persa La Luzcha. Con oggetti, realizzati su suo disegno, prese parte alla VI Triennale di Milano. Realizzò nel 1935 la statua Atleta vittorioso per il Foro Mussolini (oggi Stadio dei Marmi) a Roma, dove nel 1935 espose alla II Quadriennale d'Arte Nazionale. Nel 1937 realizzò due gruppi scultorei per il Ponte della Vittoria, a Verona.
Gaetano Ballardini lo aiutò a trasferirsi a Laveno dove, dal 1937 al 1940, Biancini collaborò con Guido Andlovitz, direttore artistico dell'azienda, formando i ceramisti ed eseguendo sculture in ceramica per rilanciare il nome della Società Ceramica Italiana, che nel 1940 vinse il Gran Premio per le Ceramiche artistiche, alla Triennale di Milano.
Nel 1942 Biancini insegnò all'Istituto d'Arte per la Ceramica di Faenza e nel dopoguerra subentrò a Domenico Rambelli, nella cattedra di Plastica, che manterrà fino all'età della pensione. Accanto all'attività didattica, Biancini continuava quella artistica. Nel 1943, a una personale, organizzata nell'ambito della IV Quadriennale Romana, ottenne il premio "Nazionale". Nel 1946 ricevette il Premio "Faenza" con Annunciazione, un grande pannello in ceramica, smaltato da Anselmo Bucci. Otterrà identico riconoscimento nel 1957, con il bassorilievo Gesù tra i dottori.
Nel dopoguerra Biancini è stato presente alla grande mostra della Scultura italiana, organizzata dalla Galleria "La Spiga" di Milano nel 1946; nel 1948 la Galleria "Cairola" gli ha organizzato una personale presso la Galleria dell'Illustrazione Italiana a Milano, con 36 opere tra gessi, ceramiche, bronzi. Ricevette le lodi del critico d'arte Leonardo Borgese. Seguì la personale del 1956, alla Galleria "San Fedele", dove Biancini presentò cinquanta sculture.
Nel 1960 fece dodici bassorilievi rappresentanti i mesi dell'anno  divisi nelle quattro stagioni sulla parete esterna della palestra del Liceo Scientifico Luigi di Savoia ad Ancona.
Al palazzo delle Esposizioni di Milano Biancini vinse il Bagutta per la scultura, nel 1961; nello stesso anno è stato premiato per il bronzo San Giovanni nel deserto, alla Mostra internazionale di arte sacra di Trieste, premio che vinse nuovamente, nel 1963, con Il Pastore Sacro. 
Si fece notare a Padova, alla Mostra Internazionale del bronzetto, nel 1963. Tra le sue opere monumentaliː i rilievi per la nuova Basilica di Nazareth del 1959, il baldacchino del Tempio dei Martiri Canadesi a Roma del 1961 e le sculture per l'Ospedale Maggiore di Milano del 1964.

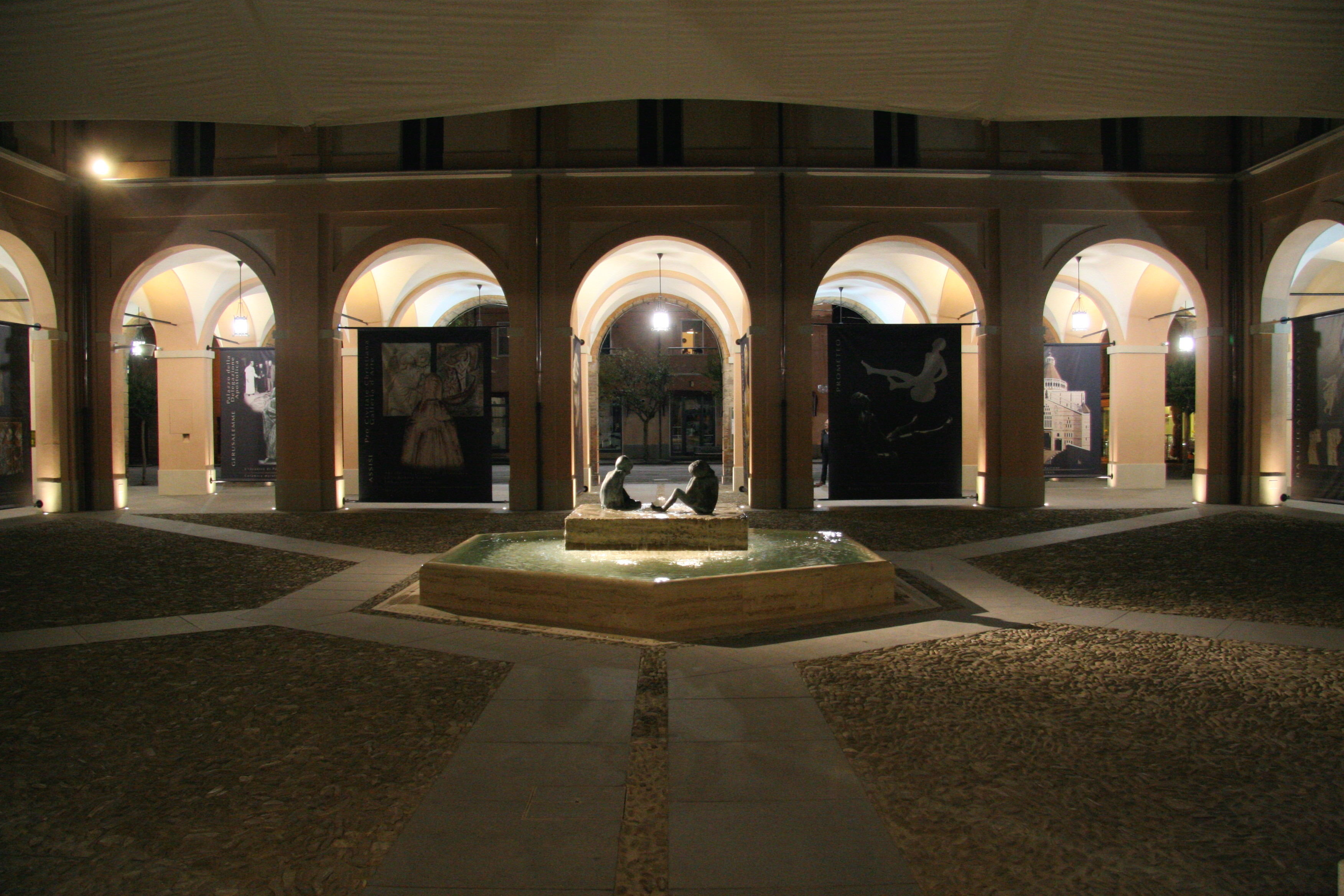
Il loggiato in occasione del centenario della nascita di Angelo Biancini

Al 1952-1954 risalgono le opere policrome in facciata e nella cripta della Chiesa del Sacro Cuore dell'Aloisianum a Gallarate e al 1967 quelle per la chiesa del Cuore Immacolato di Maria e di Sant'Ilario a Rovigo.
Eseguì sculture anche per la chiesa dell'Autostrada del Sole allo svincolo di Firenze, per l'Hospitium di Camaldoli e per la FAO a Roma. 
Tra le opere scultoree in memoriam si ricordano il monumento alla Resistenza di Alfonsine del 1972, quello dedicato ad Alfredo Oriani a Casola Valsenio del 1963, il monumento a Grazia Deledda a Cervia del 1956, quello ad Angelo Celli a Cagli del 1958, quello a Don Minzoni ad Argenta del 1973, e infine il sarcofago della venerabile Benedetta Bianchi Porro, a Dovadola, nell'Appennino forlivese. 
A Monopoli, nel 1978, su incarico del Vescovo Antonio D'Erchia, eseguì nella rinascimentale chiesa di San Domenico la decorazione dell'altare dei Santi Medici.
A Roma, a palazzo Braschi, è stata organizzata nel 1973 una panoramica completa dei suoi bronzi e nello stesso periodo gli fu dedicata una sala personale nella Collezione d'Arte Religiosa Moderna dei Musei Vaticani. 
Nel 1980 il Comune di Faenza gli conferì la medaglia d'oro, la cittadinanza onoraria e allestì una grande antologica, dove furono esposte centocinquanta sue sculture. In quella stessa occasione egli donò alla città di Faenza tre sue opere scultorie: un San Tomaso d'Aquino, un ritratto di Alfredo Oriani, e un busto del pittore Roberto Sella. 
Dopo la morte dell'artista, la città di Faenza gli ha dedicato nel 1988 un'altra antologica con sculture e con ceramiche.
Nel 1995, a seguito di una mostra inaugurata il 9 ottobre 1994 a Castel Bolognese, fu allestito il Museo all'aperto Angelo Biancini (MaAB) che arricchisce tutt'oggi la città natale dell'artista con un ideale percorso dell'evoluzione artistica di Biancini dagli inizi degli anni '30 fino alla morte.

## Sculture di Biancini in Vaticano
Angelo Biancini è presente nella Collezione d'Arte Religiosa Moderna con queste sculture:
- Angeli, 1972, bronzo
- Gesù al Tempio, 1965, ceramica
- Il Carmelo, 1968, ceramica
- Tempesta sedata, 1965, ceramica
- S. Giovanni Evangelista, 1968, ceramica
- S. Giovanni Battista, 1958, ceramica
- Annunciazione, 1963, ceramica
- Ultima Cena, 1962, ceramica
- Paolo VI e Atenagora, 1970, ceramica
- Storia di S. Paolo1967, 12 ceramiche